# 季沃奇基
50°26′49″N 28°44′59″E / 50.44694°N 28.74972°E
季沃奇基（烏克蘭語：Дівочки）是位於烏克蘭北部日托米爾州裏日托米爾區的村莊，始建於1624年，面積2.09平方公里，海拔高度220米，2001年人口423，人口密度每平方公里354.04人。